# Johannes I (II) van Alexandrië
Johannes I (II) van Alexandrië (gestorven in 505) was Patriarch van Alexandrië van 496 tot 505.

## Context
Na het Concilie van Chalcedon in 451 ontstond er een schisma tussen het Grieks-orthodox patriarchaat van Alexandrië en de Koptisch-Orthodoxe Kerk. Tijdens het schisma werd in 481 onder de Grieks-orthodoxen de patriarch Johannes Talaia gekozen, die niet werd erkend door de Koptisch-Orthodoxen, vandaar I & II.
In 482 vaardigde keizer Zeno van Byzantium het edict de Henotikon uit, een poging om de geschillen tussen de factie pro-Chalcedon en de factie anti-Chalcedon te verzoenen. Het resultaat was het Acaciaans schisma.

## Levensloop
Johannes was een monnik in het klooster Sint Macarius de Grote in Egypte, toen hij tegen zijn zin tot patriarch werd verkozen. Zijn voorganger Athanasius II slaagde er in de twee patriarchaten te verenigen. Johannes sloot zich aan bij de Henotikon